# Hornstedtia irosinensis
Hornstedtia irosinensis là một loài thực vật có hoa trong họ Gừng. Loài này được Adolph Daniel Edward Elmer mô tả khoa học đầu tiên năm 1919. Năm 1923, Elmer Drew Merrill chuyển nó sang chi Amomum với danh pháp Amomum irosinense. Nghiên cứu phát sinh chủng loại chi Amomum năm 2018 của de Boer et al. xác định nó thuộc về chi Hornstedtia.

## Phân bố
Loài này tìm thấy trên núi Bulusan, tỉnh Sorsogon, đảo Luzon, Philippines.